# Brücke von Bommel
Die Brücke von Bommel (niederländisch Bommelse Brug) überspannte von 1933 bis 2008 zwischen den niederländischen Gemeinden Zaltbommel und West Betuwe die Waal, den südlichen Arm des Rheins im Rhein-Maas-Delta. Auf der Fachwerkbrücke verlief der Rijksweg A2 und ein Weg für Radfahrer und Fußgänger. Im Januar 1996 wurde das Bauwerk durch die Martinus-Nijhoff-Brücke ersetzt und in den Jahren 2007/2008 abgetragen. Die Brücke befand sich bei Rhein-Kilometer 933,55 und Kilometer 75,20 der niederländischen Wasserstraße 101 (Rhein–Waal–Boven-Merwede–Beneden-Merwede–Noord).

## Geschichte
Die Brücke entstand infolge des 1927 erstellten Rijkswegenplan, der unter anderem den Bau von 12 Straßenbrücken über die großen niederländischen Flüsse vorsah. Am 18. Januar 1931 begannen die Bauarbeiten der 913 Meter langen Konstruktion. Am 18. November 1933 wurde die erste feste Straßenbrücke über die Waal von Königin Wilhelmina unter der Anwesenheit zahlreicher Zuschauer eröffnet. Das Bauwerk verfügte über eine 11 Meter breite Betonfahrbahn und 2 × 2 Meter breite Fahrrad- und Fußgängerwege. Bei der Länge und der Zahl der Fachwerküberspannungen orientierten sich die Planer um Oberingenieur W. J. H. Harmsen von Rijkswaterstaat an der benachbarten Eisenbahnbrücke. Die drei Hauptüberspannungen am südlichen Ende hatten eine Stützweite von jeweils 127 Metern. Die acht Überspannungen der Vorlandbrücke hatten eine Stützweite von jeweils etwa 60 Metern. Das Stahlgerüst hatte ein Gesamtgewicht von 8,6 Millionen Kilogramm. Das Fachwerk wurde von rund zwei Millionen Nieten zusammengehalten.
1934 dichtete der Lyriker Martinus Nijhoff (1894–1953) in seinem Sonett De moeder de vrouw die Zeile: „Ik ging naar Bommel om de brug te zien“ (deutsch „Ich ging nach Bommel, um die Brücke zu sehen“). Zu Beginn und gegen Ende des Zweiten Weltkrieges sollte die Brücke mit Sprengstoff zum Einsturz gebracht werden. Das schlank wirkende, aber robuste Bauwerk wurde dabei stark beschädigt, konnte in beiden Fällen aber wieder aufgebaut werden.
Ab den 1980er Jahren entwickelte sich das Bauwerk durch den zunehmenden Autoverkehr zu einem ernsten Verkehrshindernis. Im Jahr 1994 wurden auf der Brücke 596 Staus registriert. Mehr als 80.000 Fahrzeuge rollten nunmehr täglich über eine der wichtigsten Nord-Süd-Verbindungen der Niederlande. Die Brücke, auf der eine Höchstgeschwindigkeit von 100 km/h zugelassen war, verfügte über jeweils zwei Richtungsfahrbahnen ohne Mittelschutzplanke. Vor allem deshalb ereigneten sich hier zahlreiche Verkehrsunfälle. Von 1993 bis Januar 1996 wurde westlich des überlasteten Altbaus eine moderne Schrägseilbrücke errichtet, die man nach dem Dichter Nijhoff benannte.
Mehrere Bürgerinitiativen versuchten, die stillgelegte alte Brücke vor einem Abriss zu bewahren. So forderte man, sie in die Liste der Rijksmonumente aufzunehmen und sie für Fußgänger und Fahrradfahrer freizugeben. Doch am 13. April 2007, mehr als zehn Jahre nach Eröffnung des Neubaus, begann man mit der Demontage der Bommelse Brug. 2008 war der Abriss abgeschlossen. Das Recycling des Stahls wurde von  Corus übernommen. Am 23. November 2009 wurde am ehemaligen Standort ein Denkmal enthüllt, das an die alte Brücke erinnert.

## Bildergalerie

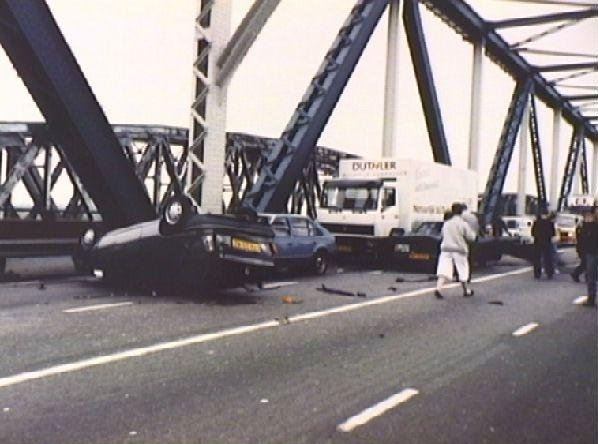
Tödlicher Verkehrsunfall auf der Brücke, 1991
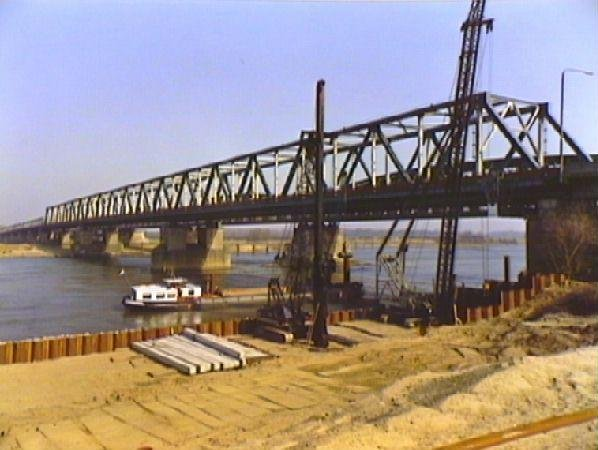
Bau der Martinus-Nijhoff-Brücke, 1993
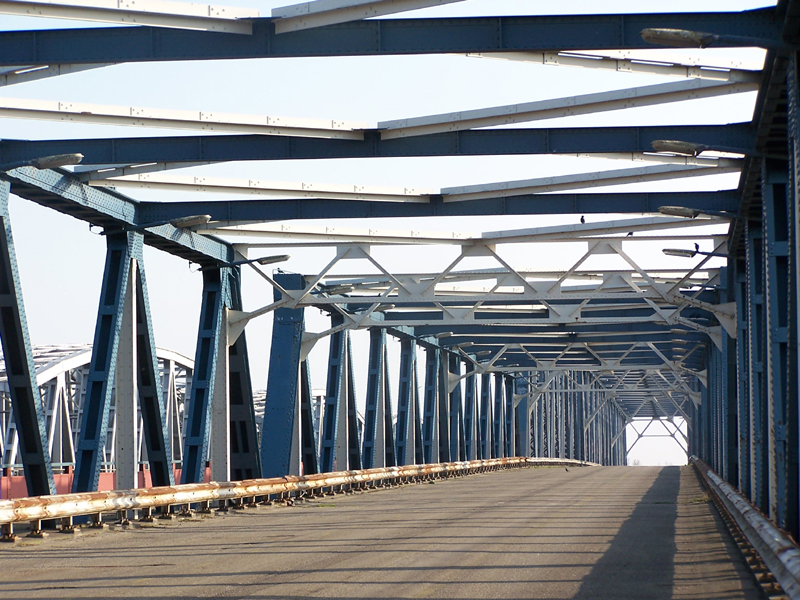
Stillgelegte Brücke, 2005
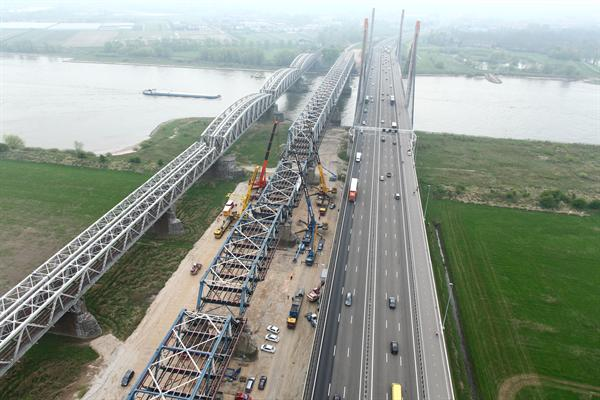
Abrissarbeiten, 2007